# 마이크 헨리
마이크 헨리(Mike Henry, 1964년 3월 25일 ~ )는 미국의 배우 및 성우이다.